# SnapFiles
SnapFiles (anteriormente conhecido como "WebAttack") é um site de downloads de softwares que oferece uma seleção de programas freeware e shareware, juntamente com uma descrição editorial, classificação (1-5 estrelas) e imagens que são criados durante a revisão. SnapFiles está em funcionamento desde 1997, quando era conhecido como "WebAttack.com". O nome foi mudado para "SnapFiles" em 2004. É operado pela WebAttack, Inc., com sede em Lake Mary (Flórida).
O site oferece um motor de busca, categorias de produtos, separação de freeware / shareware e listas de downloads populares. Há também uma opção para que os usuários enviem suas opiniões a respeito dos softwares. SnapFiles faz testes e revisões de todos os programas listados no site e remove programas inúteis que são submetidos. Somente os produtos que passam por uma revisão pela equipe de edição do site são listados e avaliados com uma classificação de 1 a 5 na listagem.

## Política de Malware
SnapFiles afirma que todo o software é testado para malware, spyware e vírus durante a revisão. Pacotes add-on de terceiros só são aceitos se são opcionais e provenientes de uma fonte respeitável (atualmente limitada a Google, Bing, Ask, Yahoo! e OpenCandy). Se um software vem com um add-on opcional, a lista de produtos inclui uma nota para fazer o usuário ciente disso.